# Provincia di Santiago di Cuba
La provincia di Santiago di Cuba è una delle province di Cuba. La città capoluogo della provincia è l'omonima Santiago di Cuba.

## Comuni
La provincia di Santiago di Cuba comprende 9 comuni.
| Comune           | Popolazione (2004) | Superficie (km²) | Localizzazione          | Note               |
| ---------------- | ------------------ | ---------------- | ----------------------- | ------------------ |
| Contramaestre    | 101832             | 610.3            | 20.3°N 76.250556°W      |                    |
| Guamá            | 35516              | 964.6            | 19.953611°N 76.749444°W |                    |
| Mella            | 33667              | 335.2            | 20.369444°N 75.910833°W |                    |
| Palma Soriano    | 124585             | 845.8            | 20.214167°N 75.991667°W |                    |
| San Luis         | 88496              | 498              | 20.188056°N 75.848611°W |                    |
| Santiago di Cuba | 472255             | 1023.8           | 20.040278°N 75.814722°W | Capoluogo          |
| Segundo Frente   | 40885              | 540              | 20.411944°N 75.528611°W | Mayarí Arriba      |
| Songo-La Maya    | 100287             | 721              | 20.173333°N 75.646111°W | La Maya            |
| Tercer Frente    | 30457              | 364              | 20.171944°N 76.327222°W | Cruce de los Baños |